# De Broglie

Geslachtswapen De Broglie

Het geslacht De Broglie (ook: De Broglie-Revel) is een Frans adellijk geslacht waarvan de leden de titel van prins(es) voeren en het hoofd van het geslacht de titel van hertog voert.

## Geschiedenis
De bewezen stamreeks begint met Simon Broglia die in 1360 te Chieri wordt vermeld. In 1643 volgde belening door hertog Karel Emanuel II van Savoye met het graafschap Revel. Naturalisatie in Frankrijk vond plaats in 1616, 1654 en 1656, onder andere voor de Piemontese nazaat Francesco-Maria di Broglia (1611-1656) die in 1643 in het Franse leger ging dienen. Zijn zoon Victor-Maurice de Broglie (1647-1727) onderscheidde zich als Maarschalk van Frankrijk en voerde de titel comte de Broglie. Ook diens zoon, François-Marie de Broglie (1671-1745), was Maarschalk van Frankrijk en verkreeg in 1742 van Lodewijk XV de titel van hertog, overdraagbaar bij eerstgeboorte. Deze titel wordt anno 2019 door de chef de famille, Philippe de Broglie (1960), sinds 2012 na het overlijden van zijn broer, gevoerd. In 1759 volgde de verlening van de titel prins van het Heilige Roomse Rijk door keizer Frans I Stefan op grond waarvan de leden van het geslacht sindsdien de titel van prins(es) voeren. Tussen 1746 en 1786 ontvingen leden van het geslacht dertienmaal Honneurs de la cour.
Onder het Eerste Franse Keizerrijk volgden de titels baron de l'empire (1808), Pair de France (1814), erfelijk pair (1813), erfelijk pair-hertog (1817) en erfelijk prins-pair met toestemming tot majoraat (1818).
De jongste linie van het geslacht draagt officieel de naam De Broglie-Revel, maar voert ook de naam De Broglie, en telgen ervan zijn de afstammelingen van prins Auguste Joseph de Broglie (1762-1795).
Het geslacht bracht vele illustere personen voort. Naast drie Maarschalken van Frankrijk, ambassadeurs en ministers, vele auteurs, waren vijf leden in de periode 1855 tot heden (2019) lid van de Académie française en de 7e hertog de Broglie, Louis de Broglie (1892-1987), verkreeg de Nobelprijs voor natuurkunde.
In 2007 waren er volgens Valette nog 43 mannelijke afstammelingen in leven. Het geslacht is geparenteerd aan vele belangrijke Franse en hoog-adellijke geslachten.
Na het uitsterven van het nageslacht van Victor de Broglie (1846-1906) ging de hertogstitel over naar nageslacht van diens neef Amédée de Broglie (1891-1957). Nageslacht van Jean de Broglie (1921-1976) heeft anno 2015 geen nageslacht waarna de hertogstitel zal overgaan op afstammelingen van diens broer Guy de Broglie (1924).

### Bezittingen
Een van de kastelen in het bezit van het geslacht is Château de Broglie in de gemeente Broglie waarvan verschillende leden tussen 1919 en 2001 burgemeester waren. Daarnaast is sinds 1992 Château de la Bourdaisière in bezit van Louis Albert de Broglie (1963), jongste broer van de 8e en 9e hertog, die een ecologisch activist is. De Franse schrijver Jean de La Varende (1887-1959) schreef in 1950 een boek over het geslacht en bewoonde Château de Bonneville (Chamblac); een kleindochter erfde het kasteel en zij trouwde met een prins de Broglie.

## Enkele telgen
Behalve het hoofd van het geslacht dragen na 1759 alle onderstaande leden de titel van prins(es). Dat is hieronder verder niet voor elk individueel lid vermeld.

### Hoofdlinie
Victor-Maurice graaf de Broglie (1647-1727), maarschalk van Frankrijk
- François-Marie de Broglie (1671-1745), 1e hertog de Broglie, maarschalk van Frankrijk
  - Victor-François de Broglie (1718-1804), 2e hertog de Broglie, maarschalk van Frankrijk
    - Victor de Broglie (1756-1794), militair, geguillotineerd tijdens de Franse Revolutie
      - Victor de Broglie (1785-1870), 3e hertog de Broglie, politicus, lid van de Académie française (1855)
        - Albert de Broglie (1821-1901), 4e hertog de Broglie, politicus, lid van de Académie française (1862)
          - Victor de Broglie (1846-1906), 5e hertog de Broglie, politicus
            - Maurice de Broglie (1875-1960), 6e hertog de Broglie, natuurkundige, burgemeester van Broglie, bewoner van Château de Broglie, lid van de Académie française (1934)
            - Louis-Victor de Broglie (1892-1987), 7e hertog de Broglie, natuurkundige en Nobelprijswinnaar, lid van de Académie française (1944)

          - Amédée de Broglie (1849-1917), eskadronschef; trouwde in 1875 met Marie Say (1857-1943), zeer gefortuneerde erfgename en dochter van de suikerfabrikant Constant Say
            - Jacques de Broglie (1878-1974), historicus en schrijver
            - Robert de Broglie (1880-1956); trouwde in 1901 met Madeleine Vivier-Deslandes (1866-1929), schrijfster onder de naam Ossit
            - Marguerite de Broglie (1883-1973), schrijfster en schilder onder de naam B. Carebul (naar de naam van haar eerste echtgenoot Guy de Lubersac (1878-1932), Frans senator)

          - François-Marie de Broglie (1851-1939)
            - Jean de Broglie (1886-1918), officier; trouwde in 1910 met Daisy Decazes de Glücksbierg (1890-1962), schrijfster en telg uit het geslacht Decazes de Glücksbierg, ook bekend als Daisy Fellowes, en dochter van Jean Élie Octave Louis Sévère Amanieu Decazes (1864-1912), 3e hertog Decazes en 3e hertog van Glücksbierg, winnaar van een zilveren medaille zeilen op de Olympische Spelen van 1900, en Isabelle Singer (1869-1896), gefortuneerde erfgename van naaimachinefabrikant Isaac Singer (1811-1875); haar moeder pleegde zelfmoord waarna zij en de anderen uit haar gezin werden opgevoed door de zus Winnaretta Singer (1865-1943) en haar man prins Edmond de Polignac (1834-1901)
            - Amédée de Broglie (1891-1957)
              - Jean de Broglie (1921-1976), politicus, burgemeester van Broglie, vermoord
                - Victor-François de Broglie (1949-2012), 8e hertog de Broglie, burgemeester van Broglie
                - Philippe-Maurice de Broglie (1960), 9e hertog de Broglie
                - Louis Albert de Broglie (1963), ecologisch ondernemer op Château de la Bourdaisière

              - Guy de Broglie (1924), jurist
                - Antoine de Broglie (1951)
                  - Louis de Broglie (1981), mogelijk toekomstig opvolger als chef de famille en dus hertog de Broglie

                - Laure de Broglie (1952), journaliste onder de naam Laure Debreuil; trouwde in 1983 met Georges Kiejman (1932), Frans politicus en minister

    - Auguste Joseph de Broglie (1762-1795), stamvader van de linie De Broglie-Revel
    - Maurice de Broglie (1766-1820), 19e bisschop van Gent

### Linie De Broglie-Revel
Auguste Joseph de Broglie-Revel (1762-1795)
- Octave de Broglie-Revel (1785-1865)
  - Raymond de Broglie-Revel (1829-1914), bewoner van Château de Vaubadon
    - Louis de Broglie-Revel (1862-1959), bewoner van Château de Vaubadon
      - Joseph de Broglie-Revel (1892-1953)
        - Yolande de Broglie-Revel (1928-2014), in 1991 bewoonster van château de Crespières; was tussen 1951 en 1966 getrouwd met Michel de Bourbon-Parme (1926-2018), militair, autocoureur en zakenman
        - Amaury de Broglie-Revel (1929), bankdirecteur, in 1991 bewoner van Château de Vaubadon en sinds 1953 (en nog in 2015) hoofd van de linie De Broglie-Revel

    - Augustin de Broglie-Revel (1864-1947)
      - Raymond de Broglie-Revel (1890-1978)
        - Emmanuel de Broglie-Revel (1930-1960), fabrieksdirecteur
          - Victor-Emmanuel de Broglie-Revel (1958), schrijver en onderzoeker

      - Edouard de Broglie-Revel (1900-1952)
        - Gabriel de Broglie-Revel (1931), historicus en topambtenaar, lid van de Académie française (2001), bewoner in 1991 van Château Bois-Heroult
          - Charles-Edouard de Broglie-Revel (1954), uitgever; trouwde in 1979 met Laure Mallard de la Varande (1955), kleindochter van Jean de La Varende (1887-1959) en bewoners van Château de Bonneville (Chamblac)

      - Dominique de Broglie-Revel (1902-1969), historicus en burgemeester, bewoner van Château La Violette
        - Bernadette de Broglie-Revel (1939); trouwde in 1961 met Charles Jolibois (1928-2013), burgemeester en senator

      - Raoul de Broglie-Revel (1904-1982), conservator en bewoner van Château Esneval in Pavilly
      - Gonzague de Broglie-Revel (1910-1998), raadadviseur, bewoner van Château Lingeard in Saint-Pois